# IV. ALBA igre 2011.
IV. ALBA igre (špa. Juegos del ALBA Bicentenario) bile su višesportski događaj, koji se održao 17. – 30. lipnja 2011. u deset gradova Venezuele, a igre su organizirale članice ALBA saveza.

## Države sudionice
Ovo je abecedni popis država sudionica. U zagradama piše točno znani broj sportaša iz pojedine države.
- Antigva i Barbuda
- Argentina
- Bolivija (157)[2]
- Brazil
- Čile
- Kuba (368)[3]
- Curaçao
- Dominika
- Dominikanska Republika
- Ekvador (126)[3]
- Salvador
- Gvatemala
- Gvajana
- Haiti
- Meksiko
- Nikaragva (134)[3]
- Paragvaj
- Peru
- Portoriko
- Sveti Vincent i Grenadini
- Španjolska
- Trinidad i Tobago
- Venezuela (806)[3]

## Športovi
- Streljaštvo
- Atletika (detaljno)
- Badminton
- Košarka
- Baskijska pilota
- Odbojka na pijesku
- Boks
- Kanu
- Biciklizam
  - BMX biciklizam
  - Brdski biciklizam
  - Cestovni biciklizam
  - Dvoranski biciklizam
- Ronjenje
- Mačevanje
- Nogomet
- Gimnastika
  - Športska gimnastika
  - Ritmička gimnastika
- Rukomet
- Judo
- Karate
- Racquetball
- Veslanje
- Streličarstvo
- Softball
- Brzo klizanje
- Plivanje
- Taekwondo
- Tenis
- Stolni tenis
- Triatlon
- Odbojka
- Vaterpolo
- Dizanje utega
- Hrvanje

## Tablica medalja
Zemlja domaćin (Venezuela)
| Plasman | Država                 | Zlata | Srebra | Bronce | Ukupno |
| ------- | ---------------------- | ----- | ------ | ------ | ------ |
| 1       | Venezuela              | 112   | 142    | 103    | 357    |
| 2       | Kuba                   | 92    | 47     | 41     | 180    |
| 3       | Kolumbija              | 19    | 12     | 18     | 49     |
| 4       | Ekvador                | 13    | 22     | 34     | 69     |
| 5       | Čile                   | 8     | 7      | 4      | 19     |
| 6       | Bolivija               | 5     | 11     | 20     | 26     |
| 7       | Argentina              | 4     | 1      | 9      | 14     |
| 8       | Meksiko                | 2     | 1      | 1      | 4      |
| 9       | Dominikanska Republika | 1     | 6      | 14     | 21     |
| 10      | Paragvaj               | 1     | —      | 1      | 2      |
| 11      | Salvador               | —     | 4      | 7      | 11     |
| 12      | Nikaragva              | —     | 2      | 27     | 29     |
| 13      | Peru                   | —     | —      | 5      | 5      |
| 14      | Curaçao                | —     | —      | 3      | 3      |
| 15      | Gvajana                | —     | —      | 2      | 2      |
| 16      | Antigva i Barbuda      | —     | —      | 1      | 1      |
| 16      | Trinidad i Tobago      | —     | —      | 1      | 1      |

## Vanjske poveznice
- Službena stranica (špa.)[neaktivna poveznica]